# 장 지글러

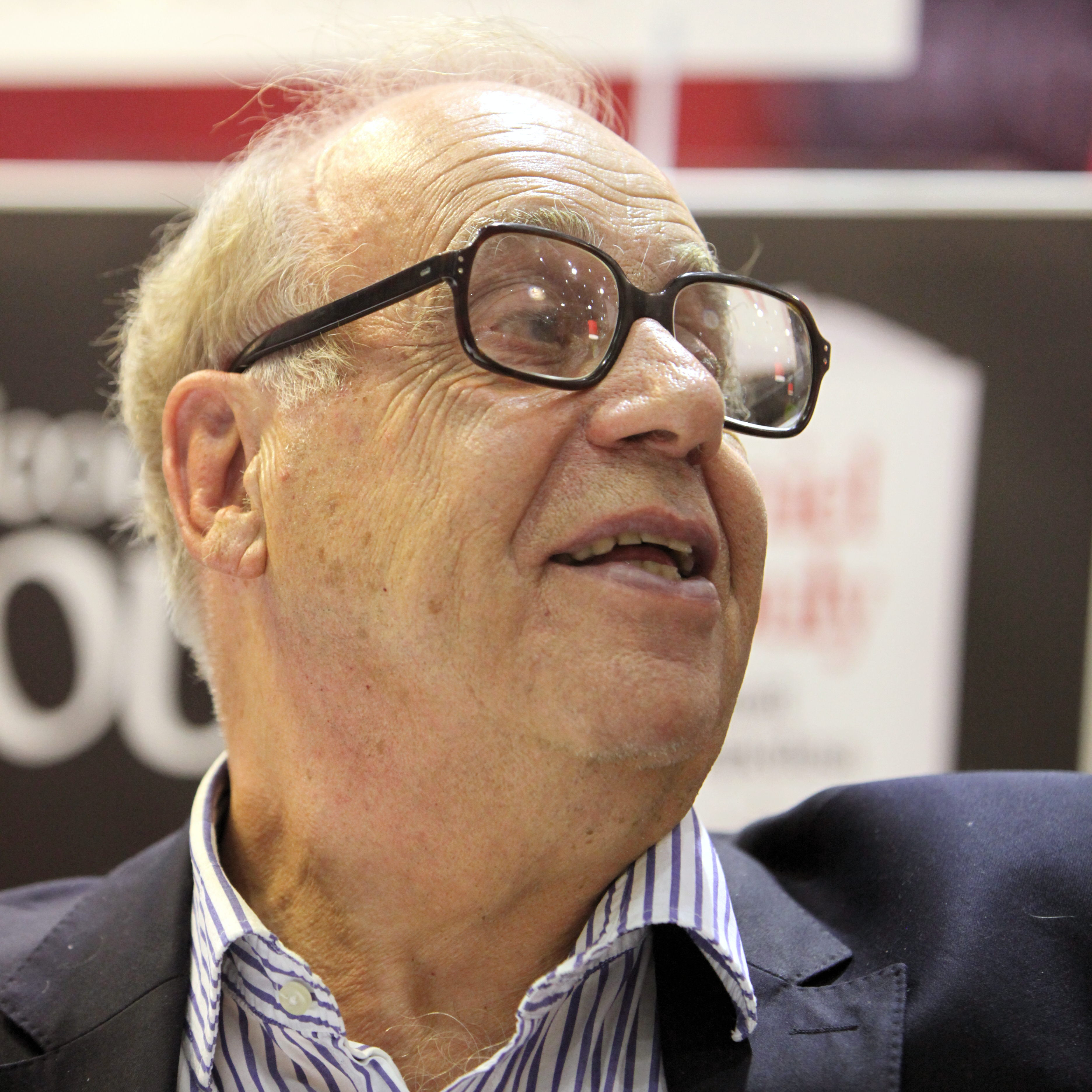
장 지글러, 2011년.

장 지글러(프랑스어: Jean Ziegler, 1934년 ~ )는 스위스의 사회학자이다. 소르본 대학교와 제네바 대학교 교수이며, 스위스 사회 민주당 의원으로 활동하기도 했다. 《왜 세계의 절반은 굶주리는가》, 《탐욕의 시대》 등의 저서로 빈곤은 다국적 자본이 제3세계 민중들을 착취하는 사회구조적인 죄에 의해 일어나며, 노동자의 인권이 자본에 의해 악화되고 있다는 사실을 논증하였다. 또한, 스위스 은행이 세계의 독재자, 범죄자들의 예금인들을 신분을 가리는 것과 실체에 대해서도 폭로하였고, 이로 인해 스위스 우익들에게 살해 위협을 받기도 하였다.